# Portia schultzi
Espèce
Portia schultzi est une espèce d'araignées aranéomorphes de la famille des Salticidae.

## Répartition et habitat
Cette espèce se rencontre en Afrique centrale, orientale, australe, à Mayotte et à Madagascar.

## Description
Le mâle mesure entre 4 et 6 mm de longueur et la femelle entre 5 à 7 mm. La carapace des deux sexes est brun orangé avec des marbrures brun foncé et recouverte de poils brun foncé et blanchâtres. Le mâle présente des touffes blanches sur le thorax et une large bande blanche au-dessus de la base des pattes, ce qui est moins visible chez la femelle. Les deux sexes ont, au-dessus des yeux, des touffes orange à orange foncé bordées de poils orange pâle. Les chélicères des deux sexes ont des poils orange pâle et blancs, ceux de la femelle sont jaune pâle avec des marques noires aux extrémités, tandis que ceux du mâle sont brun-orange avec des marques plus foncées. L'abdomen de la femelle est jaune pâle avec des marques noires et les côtés supérieurs sont recouverts de poils blancs et brun orangé épars ; celui du mâle est jaune-orange à brun-orange avec des marbrures noirâtres, et sur les côtés supérieurs se trouvent des poils noirs et orange clair et neuf touffes blanches. Ceux des femelles sont jaune pâle et présentent des marques noires avec des poils blancs et brun orangé épars sur la face supérieure, mais pas de touffes. Les pattes des deux sexes sont inhabituellement longues et minces. Celles du mâle sont brun-orange avec des marques plus foncées tandis que celles de la femelle sont jaune clair avec des marques noirâtres. Chez les deux sexes, à l'exception des deux derniers segments de chaque patte qui n'ont pas d'autres décoration, les autres segments ont des poils brunâtres et de nombreuses épines robustes, avec, chez le mâle, des touffes blanches éparses. Les palpes des deux sexes ont des poils jaune pâle et des franges blanches.

## Galerie

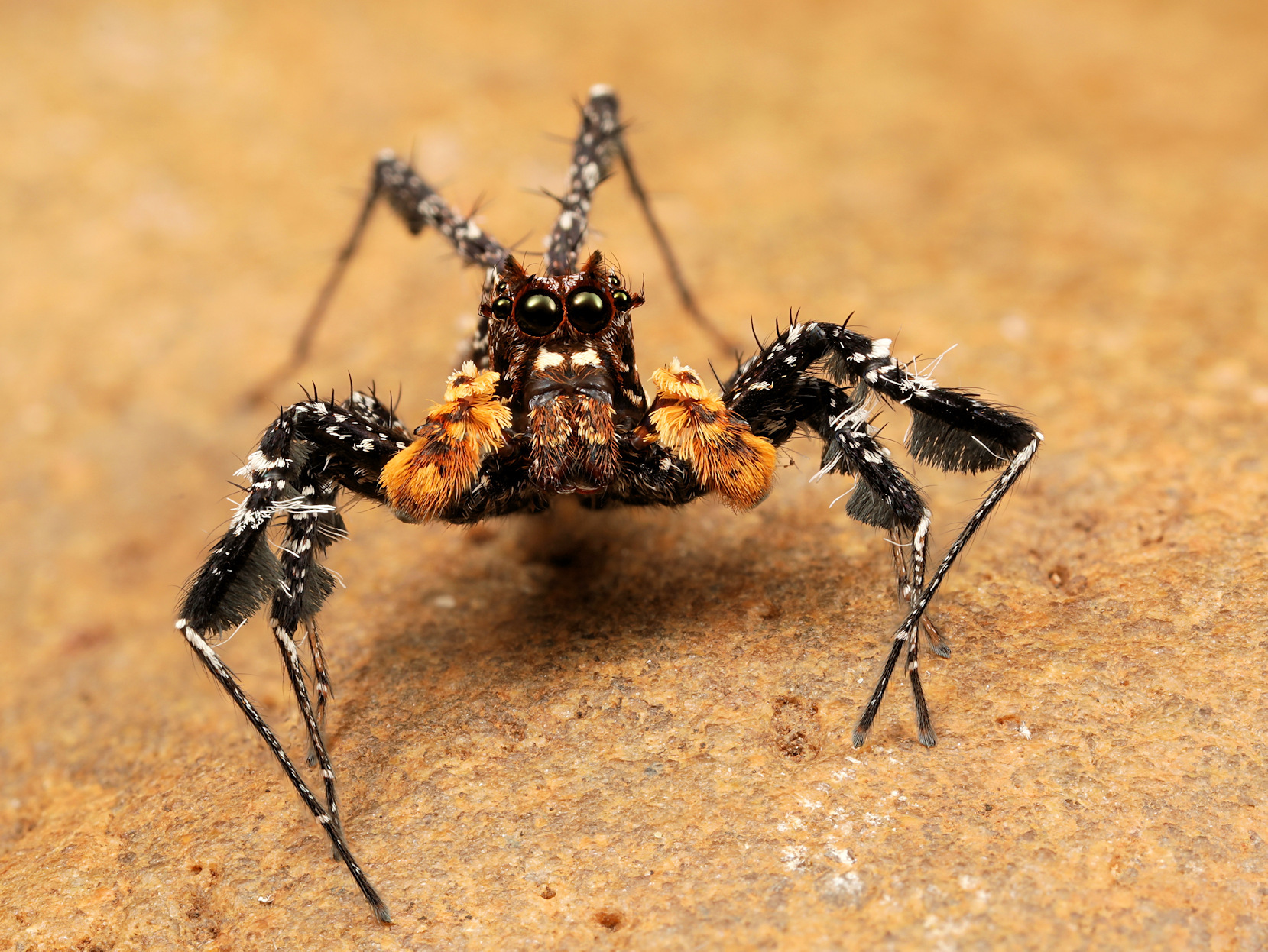
Vue frontale.
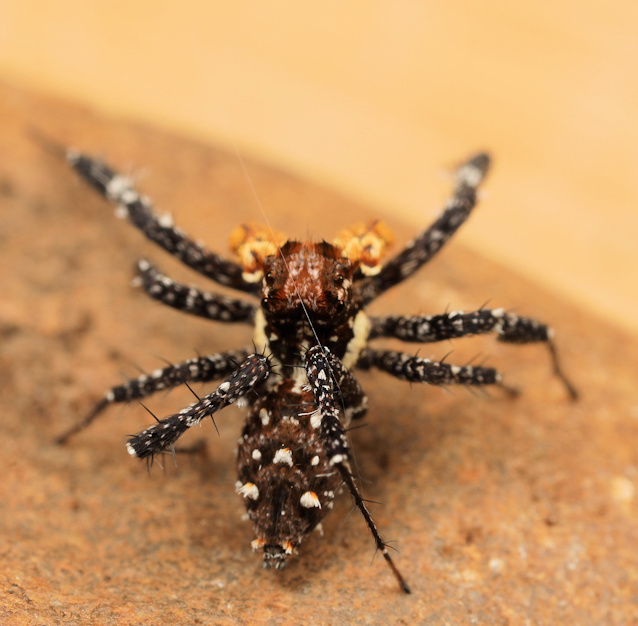
Vue dorsale.
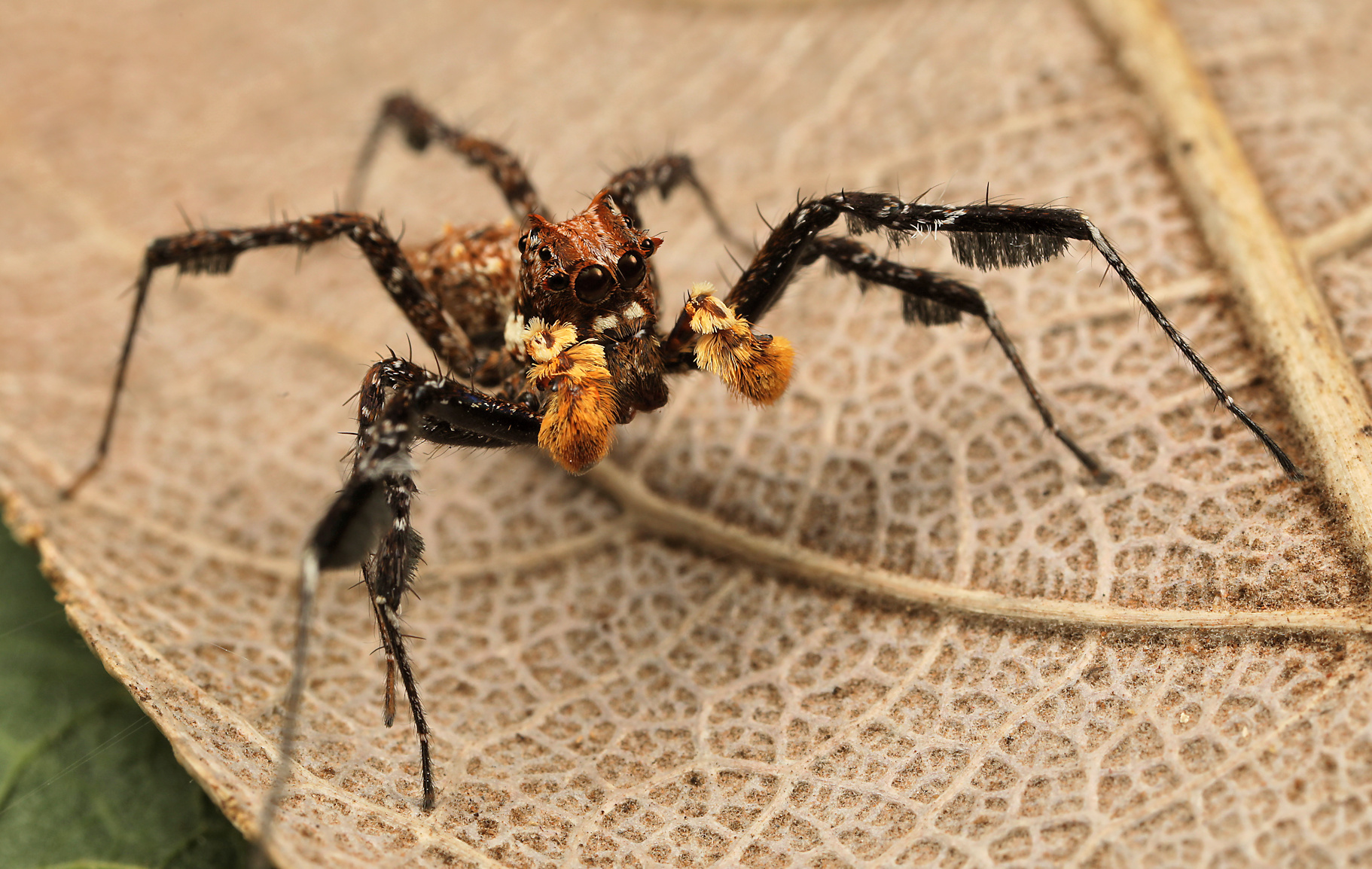
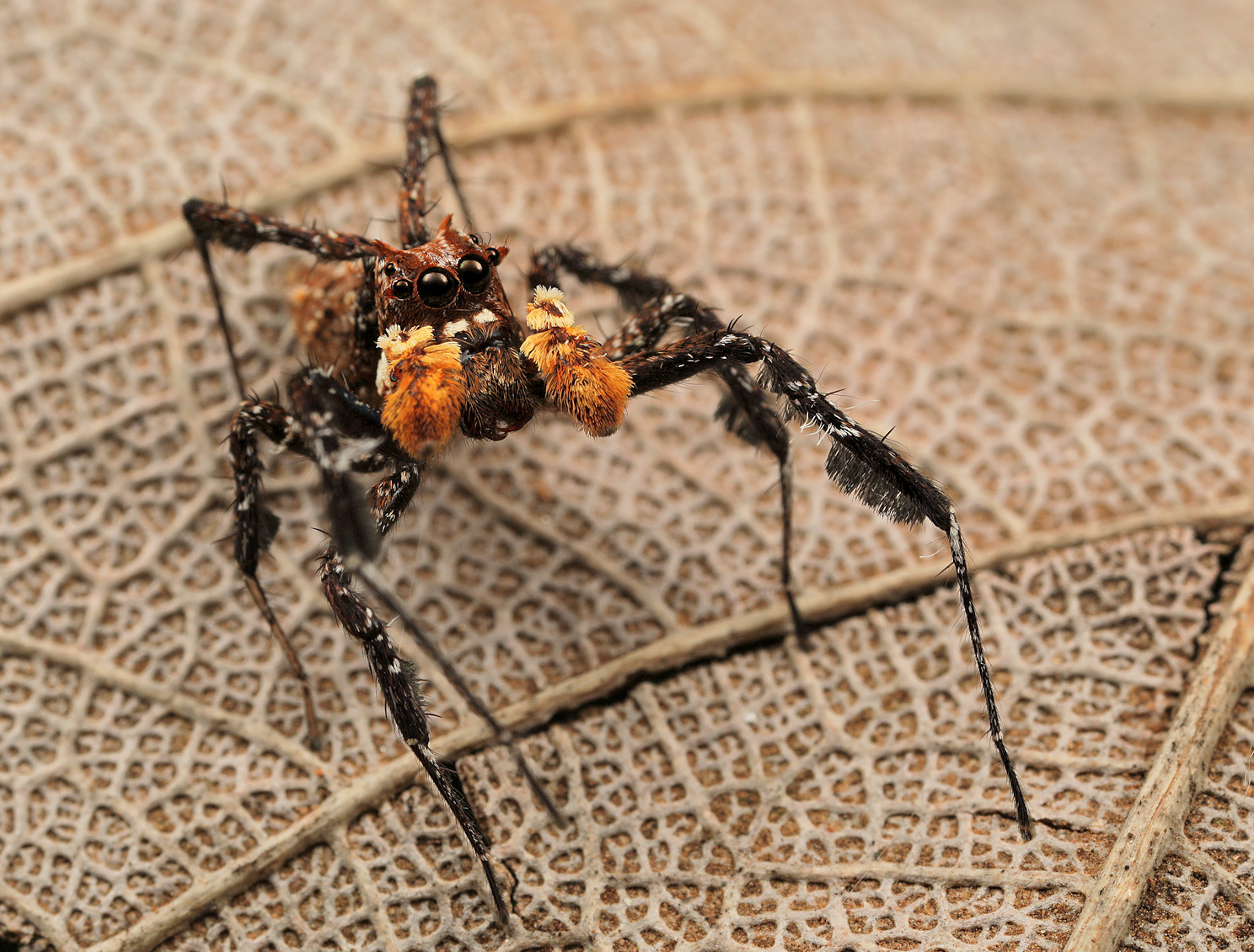
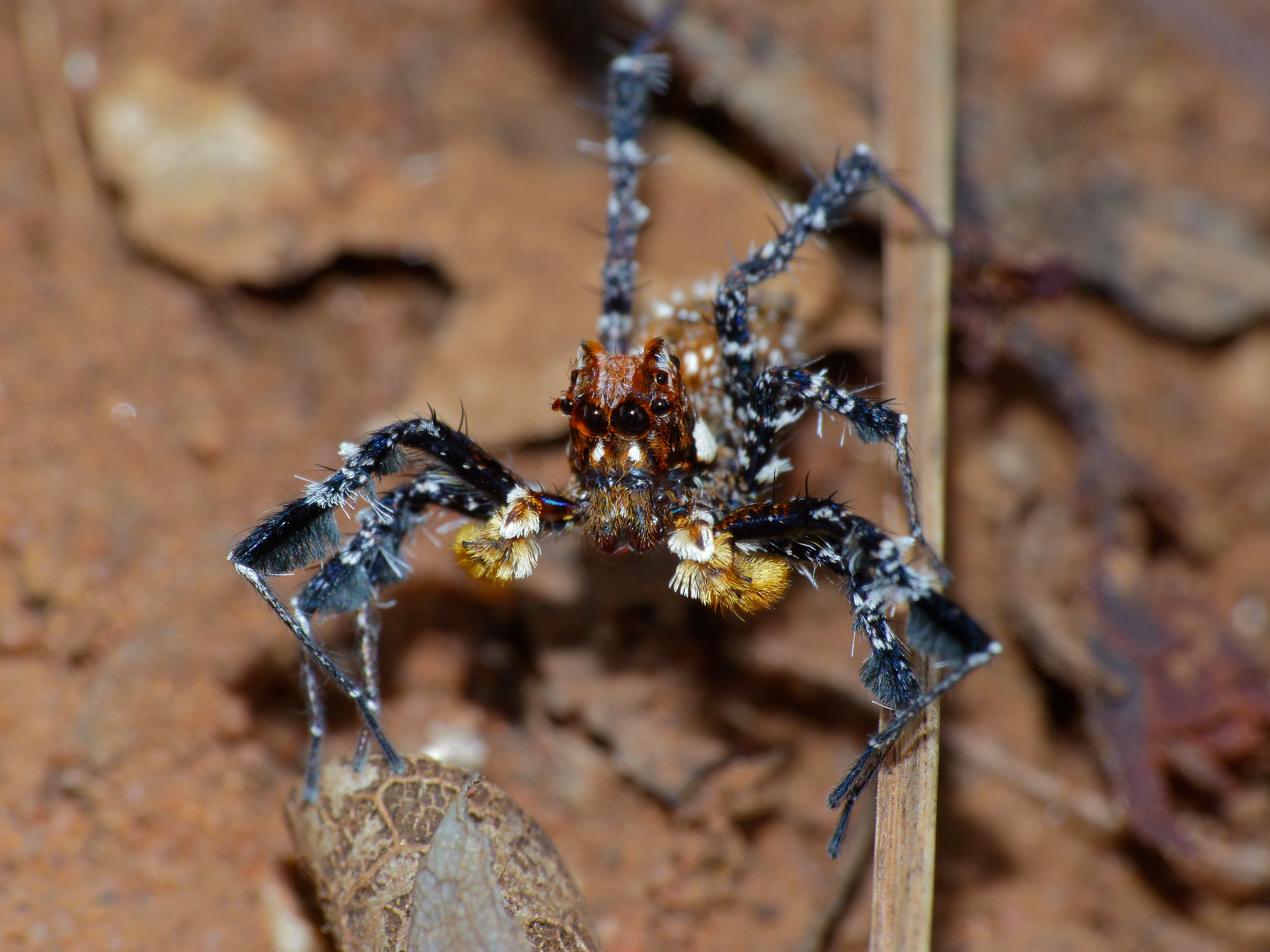
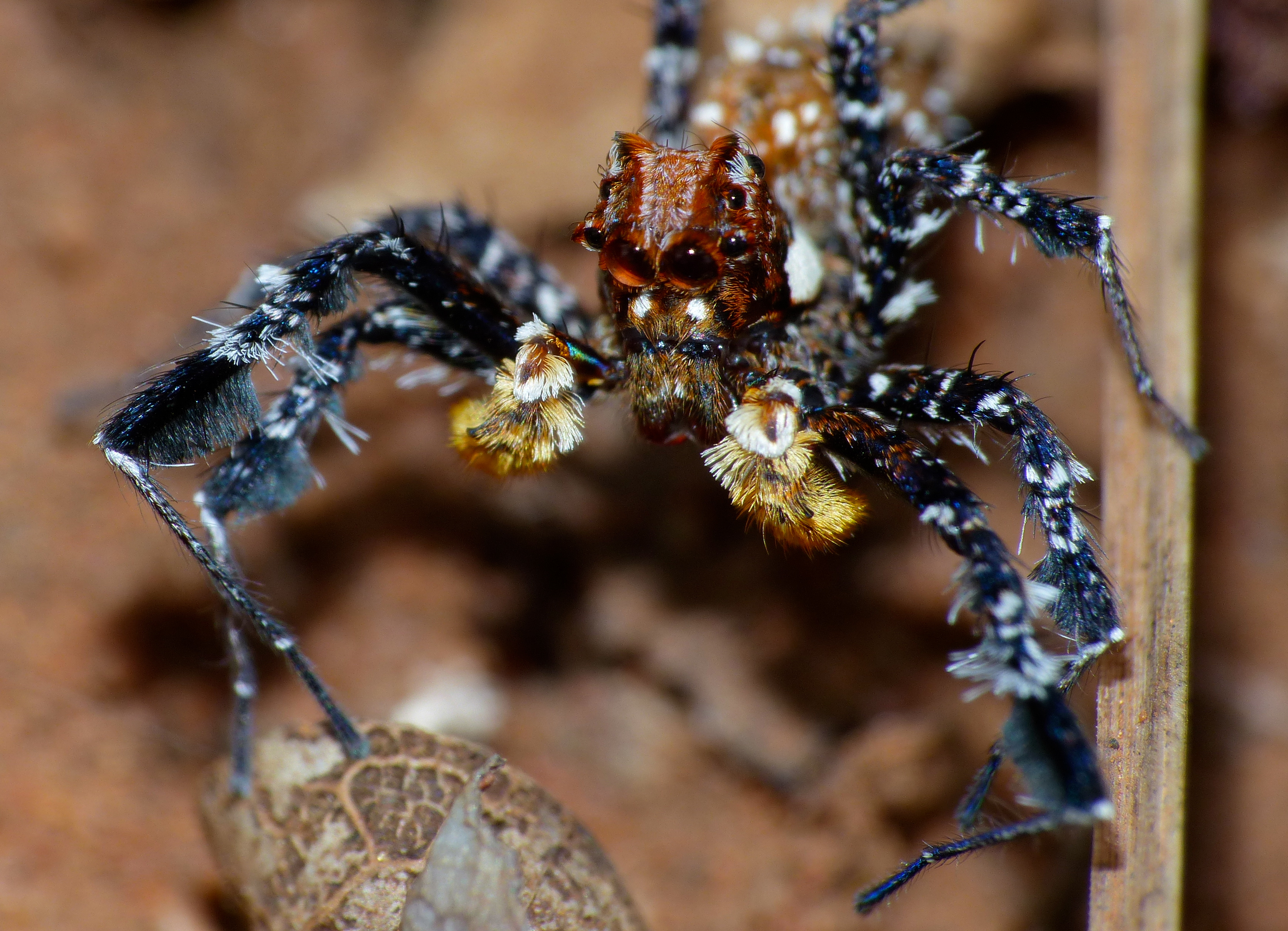

## Systématique et taxonomie
Le nom valide complet (avec auteur) de ce taxon est Portia schultzi Karsch, 1878.
Portia schultzi a pour synonymes :
- Portia alboguttata (Lawrence, 1938)
- Portia lesserti (Lawrence, 1937)